# Islamistán
Islamistán (en persa: اسلامستان‎, romanizado: Eslâmestân, lit. 'tierra del islam'; pronunciación en persa: /eslɒːmeˈst̪ʰɒːn/) es un término es persa —también usado en pashto y urdu— que se refiere al concepto de dar al-islam; es decir, se refiere a regiones donde prevalece la sharía.
En Afganistán a principios de los años ochenta, las facciones antisoviéticas se unieron para tratar de presentar un frente unido para el país. Algunos de estos grupos sugirieron que se cambiara el nombre de Afganistán a Islamistán.
En 1949, el presidente de la Liga Musulmana de Pakistán dijo en un discurso que el país uniría a todos los países musulmanes bajo Islamistán.
Daniel Pipes cita a Hafeez Malik, de la Universidad de Villanova, quien escribe que «los paquistaníes han comenzado a especular que el hábitat natural de Pakistán incluye a Turquía , Irán , Afganistán y las repúblicas de Asia Central». Pipes escribió posteriormente que «a veces se llama Islamistán pero esta región se contrapone al sur de habla árabe».